# Karel Vítězslav Mašek

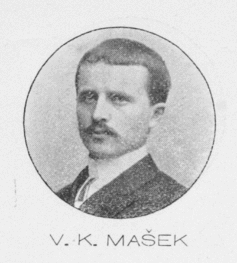
Karel Vítězslav Mašek 1903

Karel Vítězslav Mašek (* 1. September 1865 in Prag; † 24. Juli 1927 ebenda) war ein tschechischer Maler, Illustrator und Architekt des Jugendstils und Symbolismus.

## Leben
Mašek studierte auf der Akademie der Bildenden Künste Prag und wechselte im Jahr 1884 auf die Akademie der Bildenden Künste München. 1887 ging er mit seinen Kollegen Alfons Mucha und František Dvořák auf die Académie Julian nach Paris, wo er bei Gustave Boulanger und Jules Lefebvre Unterricht nahm. 1888 kehrte er nach Prag zurück. 1898 begann er an der Prager Kunstgewerbeschule zu unterrichten. Zu seinen Schülern gehörten Josef Čapek und Bohumil Waigant.

## Werke

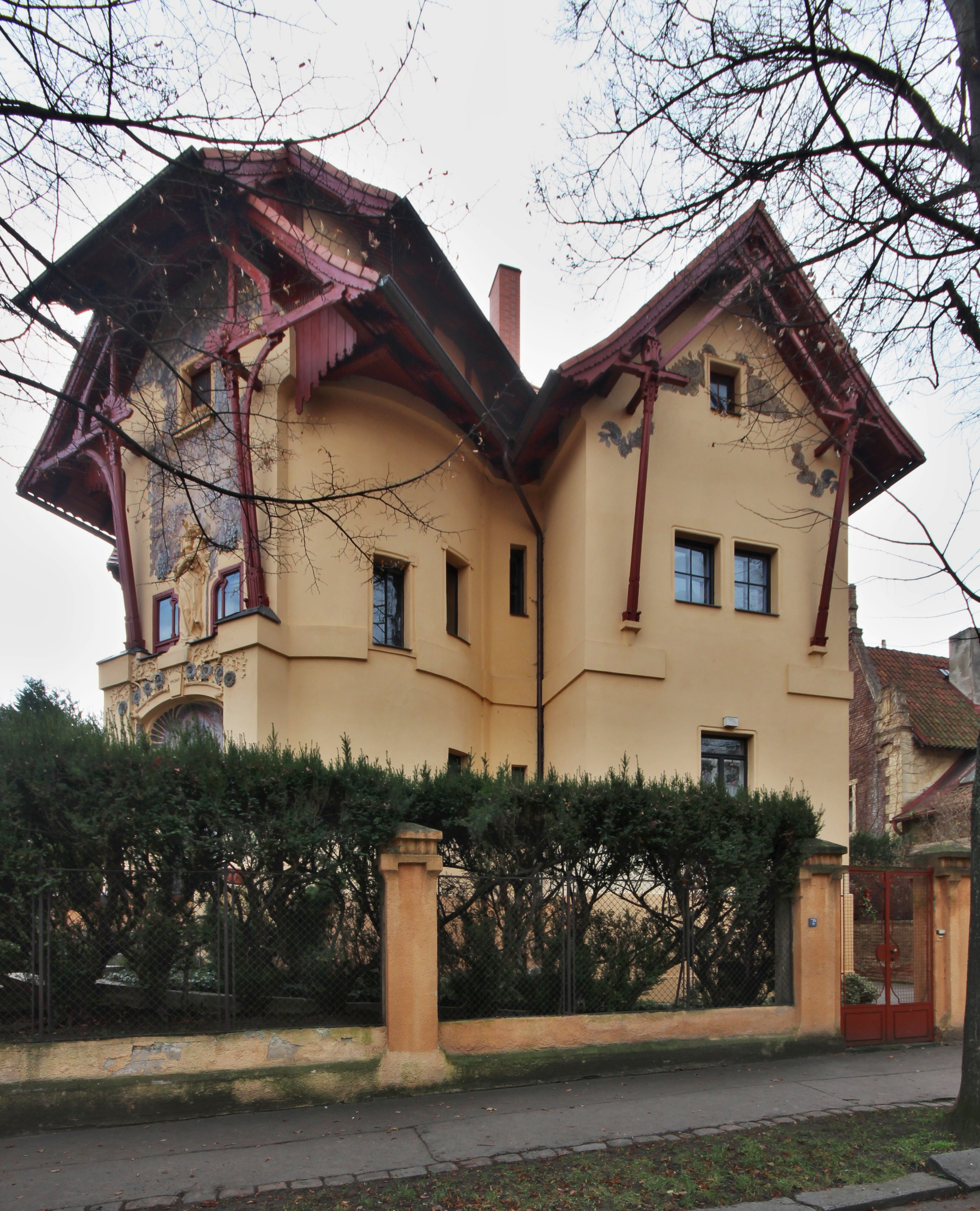
Mašeks Villa

- Jaro (Píseň jarní) 1888, heute im Museum Vodňany
- Panneau décoratif Prager Jubiläumsausstellung 1891
- Libuše (La prophétesse Libuse) 1893, heute im Musée d’Orsay
- Pobití Sasíků pod Hrubou Skálou 1895, Mitarbeit an einem Gemälde von Mikoláš Aleš
- Na rozcestí 1896, Nationalgalerie Prag
- Illustration von Svatopluk Čechs Povídky, arabesky a humoresky
- Entwurf für eine eigene Villa, 1901, Slavíčkova 196/7, Prag 6
- Wandmalereien in der Laurentiuskirche in Vysoké Mýto

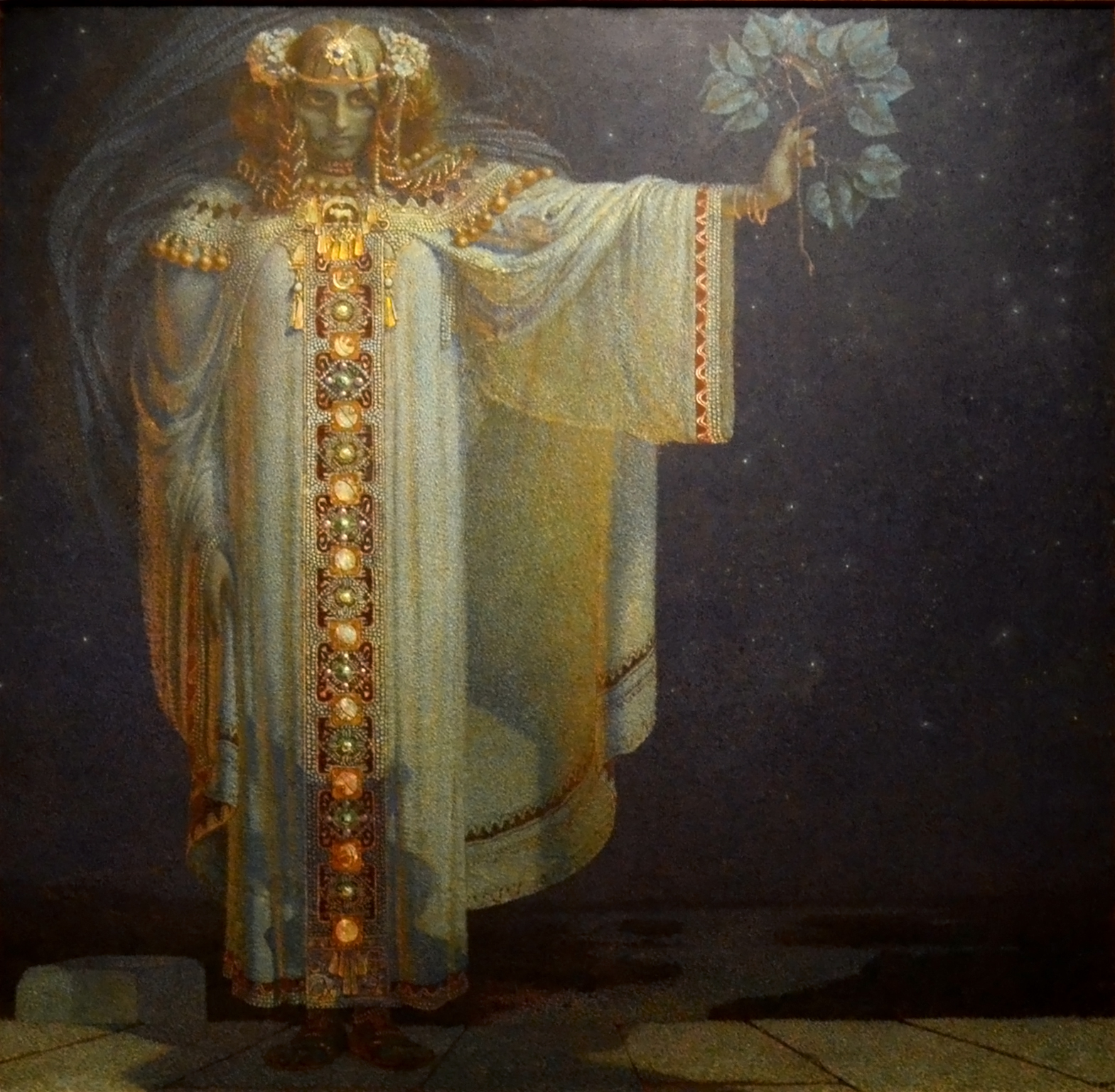
Libuše, 1893
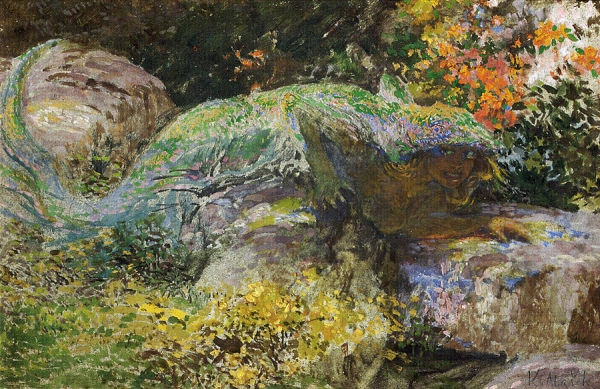
Ještěrka (Eidechse)
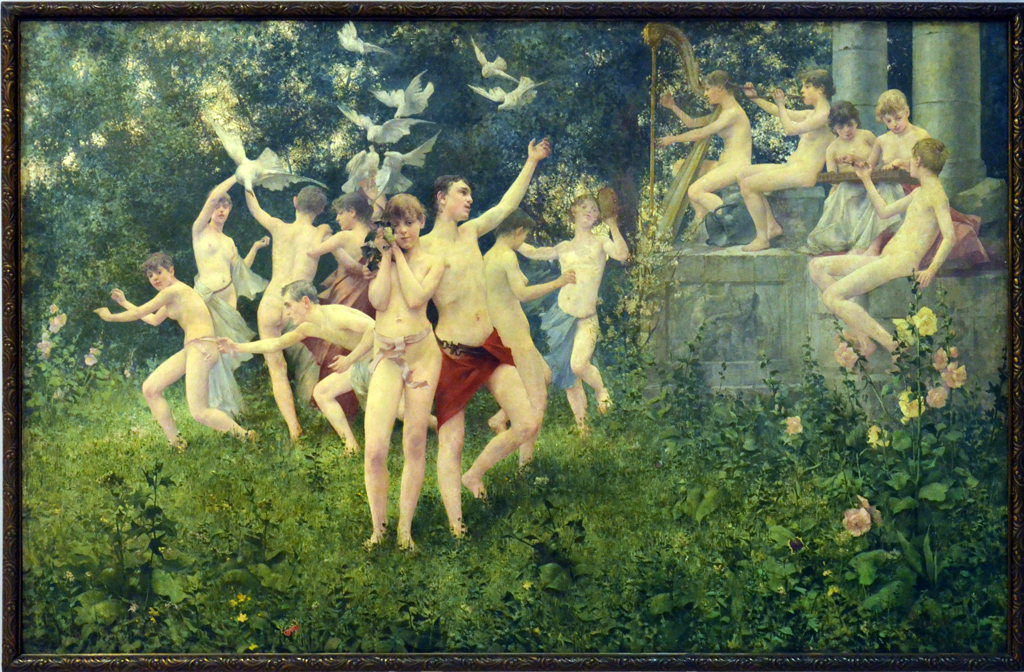
Slavnost jara (Frühlingsfest)
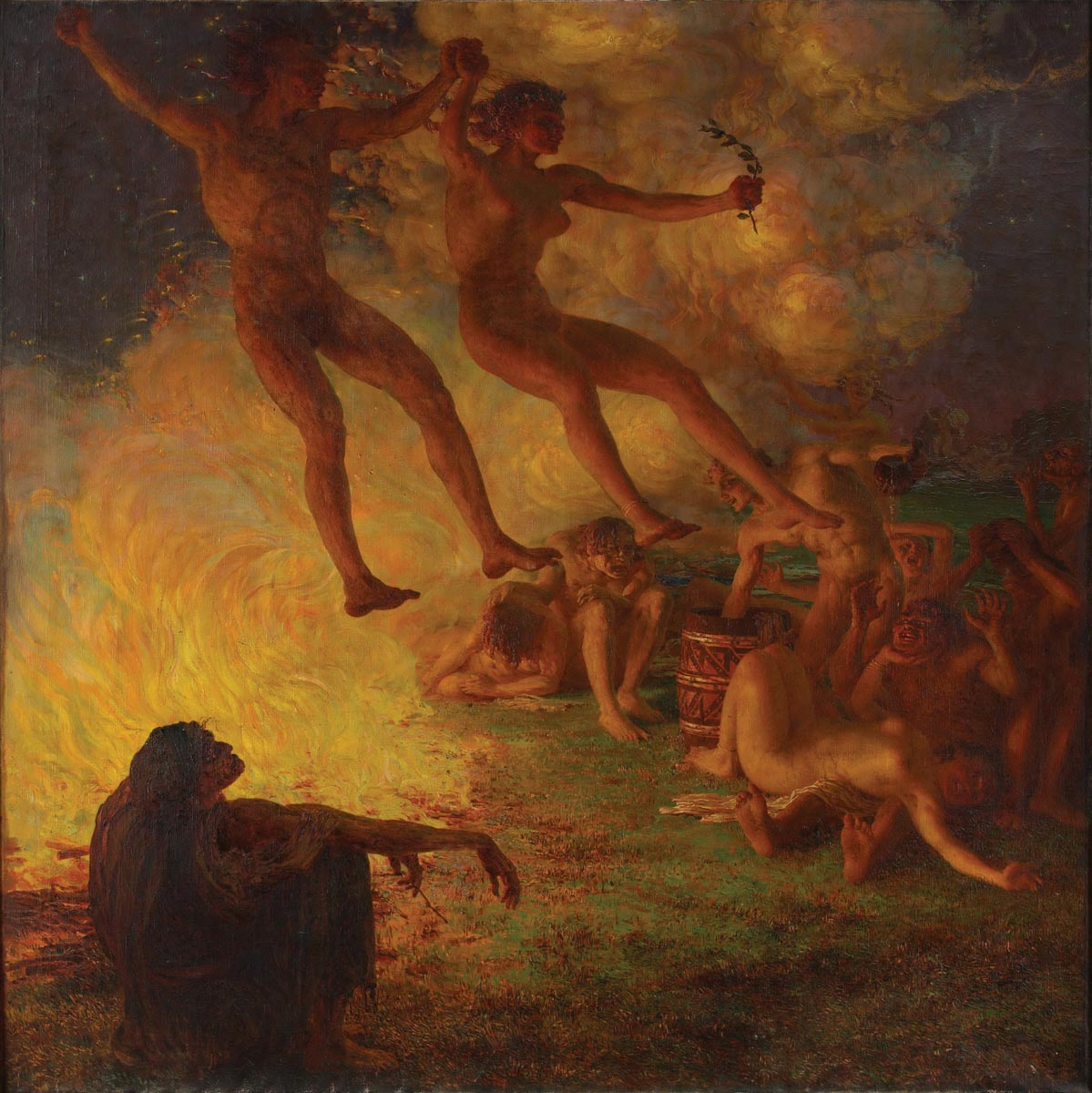
Kupalo, 1914